# گابریل دلان
فرانسوا ماری گابریل دلان (به فرانسوی: François Marie Gabriel Delanne) (زاده ۲۳ مارس ۱۸۵۷ – درگذشته ۱۵ فوریه ۱۹۲۶) یک روح‌شناس، محقق حوزه روانشناسی، نویسنده و مهندس برق برجسته فرانسوی بود. او بیشتر به خاطر کتاب «عود ارواح» که به اکثر زبانها ترجمه و چاپ شده است شهرت دارد.

## زندگی و فعالیت‌ها
دلان در سال ۱۸۵۷ در پاریس به دنیا آمد. پدرش، الکساندر دلان، از دوستان نزدیک آلن کاردک بنیانگذار معروف مکتب روح‌شناسی بود. مادرش یک مدیوم نویسا (Fr: "médium écrivain") بود. دلان پس از مرگ کاردک، همزمان با لئون دنیس یکی از شارحان اصلی روح‌گرایی در فرانسه بود. نوشته‌های دلان عمدتاً به مسئله جاودانگی روح و تناسخ مربوط می‌شد. او از اولین شماره انتشار مجله اتحادیه روح‌گرایان فرانسه "Union Spirite Française" در مارس ۱۸۸۳ مجله را مدیریت کرد. دلان در سال ۱۹۲۶ در پاریس درگذشت و در گورستان پر-لاشز به خاک سپرده شد.